# Медянский сельсовет (Пильнинский район)
Медянский сельсове́т — сельское поселение в составе Пильнинского района Нижегородской области России. Административный центр — село Медяна.

## История
Статус и границы сельского поселения установлены Законом Нижегородской области от 15 июня 2004 года № 60-З «О наделении муниципальных образований - городов, рабочих посёлков и сельсоветов Нижегородской области статусом городского, сельского поселения».
Законом Нижегородской области от 28 августа 2009 года № 144-З сельские поселения Медянский сельсовет и Каменский сельсовет объединены в сельское поселение Медянский сельсовет.

## Население
| 2002  | 2010  | 2012  | 2013  | 2014  | 2015  | 2016  |
| ----- | ----- | ----- | ----- | ----- | ----- | ----- |
| 1873  | ↘1481 | ↘1447 | ↘1398 | ↘1366 | ↘1331 | ↘1325 |
| 2017  | 2018  | 2019  | 2020  | 2021  |       |       |
| ↘1295 | ↘1267 | ↘1229 | ↘1210 | ↗1268 |       |       |

## Состав сельского поселения
| № | Населённый пункт | Тип населённого пункта       | Население |
| - | ---------------- | ---------------------------- | --------- |
| 1 | Бакшандино       | село                         | ↘109      |
| 2 | Знаменское       | село                         | ↘21       |
| 3 | Каменка          | село                         | ↘285      |
| 4 | Медяна           | село, административный центр | ↘943      |
| 5 | Новоникольское   | деревня                      | ↘46       |
| 6 | Романовка        | село                         | ↘77       |

## Примечание
1. ↑  Нижегородская область. Общая площадь земель муниципального образования. Дата обращения: 7 января 2016. Архивировано 13 июня 2018 года.
2. 1 2  Итоги Всероссийской переписи населения 2020 года (по состоянию на 1 октября 2021 года)
3. ↑  Закон Нижегородской области от 15 июня 2004 года № 60-З «О наделении муниципальных образований - городов, рабочих посёлков и сельсоветов Нижегородской области статусом городского, сельского поселения». Дата обращения: 7 января 2016. Архивировано 5 ноября 2016 года.
4. ↑  Закон Нижегородской области от 28.08.2009 № 144-З «О преобразовании муниципальных образований — сельских поселений Ждановский сельсовет, Тенекаевский сельсовет, Деяновский сельсовет, Мальцевский сельсовет, Медянский сельсовет, Каменский сельсовет, Озерский сельсовет, Языковский сельсовет Пильнинского муниципального района Нижегородской области и о внесении изменений в отдельные законы Нижегородской области»
5. 1 2 3 4 5 6 7 8  Всероссийская перепись населения 2010 года. Численность и размещение населения Нижегородской области
6. ↑  Численность населения Российской Федерации по муниципальным образованиям. Таблица 35. Оценка численности постоянного населения на 1 январ
7. ↑  Численность населения Российской Федерации по муниципальным образованиям на 1 января 2013 года. Таблица 33. Численность населения городских округов, муниципальных районов, городских и сельских поселений, городских населённых пунктов, сельских населённых пунктов — Росстат, 2013. — 528 с.
8. ↑  Таблица 33. Численность населения Российской Федерации по муниципальным образованиям на 1 января 2014 года
9. ↑  Численность населения Российской Федерации по муниципальным образованиям на 1 января 2015 года
10. ↑  Численность населения Российской Федерации по муниципальным образованиям на 1 января 2016 года — 2018.
11. ↑  Численность населения Российской Федерации по муниципальным образованиям на 1 января 2017 года — М.: Росстат, 2017.
12. ↑  Численность населения Российской Федерации по муниципальным образованиям на 1 января 2018 года — М.: Росстат, 2018.
13. ↑  Численность населения Российской Федерации по муниципальным образованиям на 1 января 2019 года
14. ↑  Численность населения Российской Федерации по муниципальным образованиям на 1 января 2020 года